# Xinguara
Xinguara (AFI: [ʃĩˈgʷaɾɐ]) é um município brasileiro do estado do Pará. Localiza-se a uma latitude 07º05'42" sul e a uma longitude 49º56'45" oeste, estando a uma altitude de 279 metros. Sua população estimada pelo IBGE em 2020 é de 45.086 habitantes. Possui uma área de 5779,412 km².

## História
A ocupação do território, onde está localizado o município de Xinguara, ocorreu devido a abertura da rodovia PA-279. A rodovia foi projetada no governo de Aloisio Chaves, com finalidade de ligar o município de São Félix do Xingu à rodovia PA-150, que corta o Estado do Pará. 
O marco inicial da estrada foi fixado no entrocamento onde hoje se encontra a sede municipal. Inúmeras pessoas se estabeleceram em torno do marco, dando origem a uma povoação, que, devido a sua posição geográfica estratégica recebeu o nome de Entrocamento do Xingu, em 1976.
A prefeitura municipal de Conceição do Araguaia determinou a urbanização da localidade, criando uma subprefeitura para coordenação dos serviços. Elevada à categoria de município com a denominação de Xinguara pela Lei Estadual nº 5.028 de 13 de maio de 1982, Xinguara foi assim, desmembrada do município de Conceição do Araguaia.
Seu nome é oriundo de dois rios Xingú e Araguaia. Com início de povoação em 1973, recebeu gente de todas as regiões do país a procura de terras férteis, para desenvolver agricultura e pecuária (bovinos e suínos), o cultivo de arroz, milho, feijão, melancia, coco, mamão e banana.

## Geografia
Na hidrografia do Município, destaca-se o rio Araguaia, a leste, e limite com o Estado do Tocantins. Recebe vários rios, córregos, ribeirões e grotas, destacando-se alguns como o ribeirão Água Fria, com os seus afluentes córregos Gordinho, Sapucaia e Jatobá.
No sentido centro-norte, os rios vertem para o Tocantins, destacando-se o rio Vermelho, em seu alto curso.Segundo o IBGE, a vegetação presente na área do município é pertencente ao bioma Amazônia, porém a cidade conta ainda com espécies do cerrado, como o caju e o pequi.
No Município estão presentes, em maior extensão, o Podzólico Vermelho-Amarelo associado a solos Litólicos distróficos, Manchas contínuas de Latossolo Vermelho-Amarelo distrófico, Concrecionários Lateríticos indiscriminados distróficos e manchas de solos Aluviais eutróficos e distróficos.
A geologia da área é representada por rochas do Pré-Cambriano Inferior a Médio, do Complexo Xingu (granitos, migmatitos, gnaisses, xistos, etc); Pré-Cambriano Médio a Superior do Grupo Tocantins, dominante em extensão no Município, constituído por filitos, cloritaxistos, metagrauvacas, etc, estando ainda presentes algumas manchas de sedimentos quaternários, nas áreas aluvionais do rio Araguaia, principalmente.
Acompanhando a geologia, o relevo apresenta superfícies pediplanadas em rochas pré-cambrianas, recobertas por depósitos superficiais, áreas dissecadas em colinas e ravinas que constituem a maior porção da área, algumas cristas e eventuais serras.
Trata-se de um relevo relativamente elevado em relação ao Estado e à região, inserindo-se na unidade morfoestrutural que corresponde à Depressão Periférica do Sul do Pará.
O município apresenta níveis altimétricos bastante variados com os valores mais expressivos atingindo 540 metros, na Serra da Viagem ou do Caucho, localizada a Leste do Município, e os menores valores, em torno de 150 metros, nas proximidades da sede municipal.

## Clima
Insere-se na categoria de equatorial super-úmido, tipo Am, da classificação de Köppen, no limite de transição para o Aw. Possui temperatura média anual de 26,35o C, apresentando a média máxima em torno de 32,01o C e mínima de 22,71o C.
A umidade relativa é elevada, apresentando oscilações entre a estação mais chuvosa e a mais seca, que vão de 90% a 52%, sendo a média real de 78%. O período chuvoso ocorre, notadamente, de novembro a maio, e o mais seco, de junho a outubro, estando o índice pluviométrico anual em torno de 2.000 mm.

## Economia
Conhecida como Capital da carne bovina do sul do Pará, nos últimos seis anos Xinguara retomou a vocação de cidade pólo e vem se destacando pelos inúmeros avanços na economia regional e na infra-estrutura. Estes foram possíveis devido sua pecuária de corte, que conta com cerca de 500 mil cabeças de gado, tendo representatividade importante na segunda maior bacia leiteira do país. Não há relatos de nenhum caso de aftosa nos últimos 10 anos na região, o que rendeu o certificado de zona livre para comercialização em todo o território Brasileiro e outros países.
A exportação do boi em pé, é um marco no crescimento da região, atraindo o mercado internacional como o Irã entre outros. O município conta com dois frigoríficos em pleno funcionamento que produzem e exportam 08 mil toneladas de carne por mês, e um curtume que exporta 60% de sua produção para países da Europa e Ásia.

## Turismo
É no município de Xinguara que o Brasil guarda uma das suas belezas naturais, a Praia do Pontão, localizada no Distrito de São José do Araguaia, distante 115 km da sede do município. A praia encanta pelo charme das águas do Araguaia, um dos mais belos rios que cortam o território paraense.
De águas claras e transparentes o local é recanto para milhares de famílias que nos períodos de férias aproveitam para descansar no Araguaia. Na alta temporada, sempre nos meses de fevereiro e julho, a praia recebe visitantes de várias regiões.
Além das águas claras, a paisagem do pontão também é composta por aves nativas, que fazem desse pequeno paraíso sua morada. No fim da tarde, o por do sol e a revoada dos pássaros oferecem um espetáculo de rara beleza.
O Distrito de São José do Araguaia conta com hotelaria, restaurante, posto de combustível. No período de veraneio a Prefeitura de Xinguara leva à praia estrutura para receber os visitantes como posto de saúde, polícia, corpo de bombeiros, entre outros benefícios.

### Feira Agropecuária de Xinguara
A Feira Agropecuária de Xinguara (FAX) tem sua área de atuação nos segmentos do agronegócio, do comércio, da indústria, dos serviços e do entretenimento, e se fortalece a cada edição para mostrar ao público visitante o que temos de melhor.
Os setores da Indústria e do Comércio são extremamente importantes para alavancar o volume de comercialização da feira. Na oportunidade, são apresentados máquinas e implementos agrícolas de última geração, veículos, motos e demais produtos das principais marcas do mercado à disposição para que sejam efetuados bons negócios

## Infraestrutura

### Principais Vias
- Av. Xingú
- Av. Francisco Caldeiras Castelo Branco
- Av. Hermes Dantas
- Av. Antônio Pedrozo
- Rua Brasil
- Rua Rio Tapajós
- Rua Guajajaras
- Rua Marechal Rondon
- Rua Duque de Caxias
- PA-279
- BR-155
- Rua Borba Gato
- Rua Lauro Sodré

### Principais Logradouros Públicos
- Praça da Bíblia
- Praça Vitória Régia
- Praça José Ary Guedes
- Ginásio Poliesportivo de Xinguara
- Estádio Municipal
- Lago municipal
- Cemitério Municipal

## Educação
Xinguara abriga um dos campus da Universidade Federal do Sul e Sudeste do Pará (UNIFESSPA), a principal instituição pública de ensino superior do sul e sudeste do Pará.
O município também tem um polo de educação à distância da instituição privada Universidade Norte do Paraná (UNOPAR).